# Einsiedelei Mariental
Die Einsiedelei Mariental ist ein spiritueller Rückzugsort in der Nähe der Wallfahrtskirche Maria Baumgärtle im Landkreis Unterallgäu in Bayern.
Sie wurde in den 1980er-Jahren vom Eremiten Heinrich Maucher (1941–2020) gegründet und über Jahrzehnte aufgebaut. Das „Tal des Friedens“ gilt heute als außergewöhnliches Zeugnis gelebter Volksfrömmigkeit.

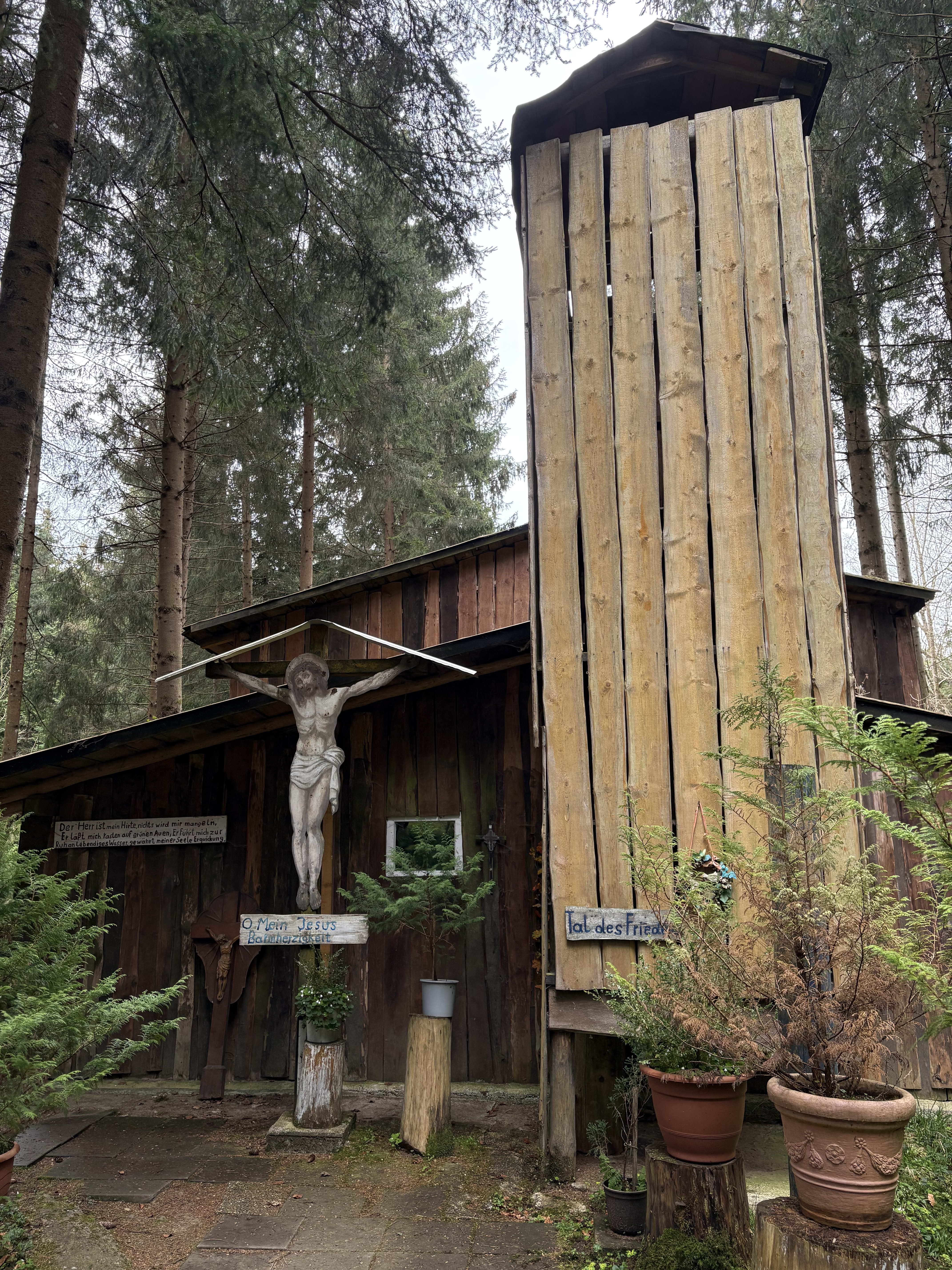
Holzkirche in der Einsiedelei Mariental, aufgenommen im April 2025

## Geschichte
Heinrich Maucher, ein Landwirt aus Bedernau, zog sich nach dem Tod seiner Eltern in ein nahegelegenes Waldstück zurück. Inspiriert von Pilgerreisen unter anderem nach Rom, Lourdes, Fátima und Jerusalem widmete er sein Leben der Gottesmutter Maria.
Seit 1985 lebte Maucher dauerhaft ohne Strom oder fließendes Wasser im Mariental. Dort errichtete er über 40 einfache Bauwerke, darunter Kapellen, eine kleine Kirche, Grotten und Gebetsstätten. Das Gelände ist etwa ein Hektar groß.

## Bedeutung
Die Einsiedelei wurde über die Jahre zu einem Ziel für Gläubige, Wanderer und Neugierige. Besucher berichten von einer besonderen Atmosphäre der Ruhe und Spiritualität. Die Anlage enthält zahlreiche Holzkreuze und Gedenkstätten. Maucher betrachtete das Mariental als Zufluchtsort in Zeiten von Not und glaubte an eine kommende Krise religiöser oder gesellschaftlicher Art.

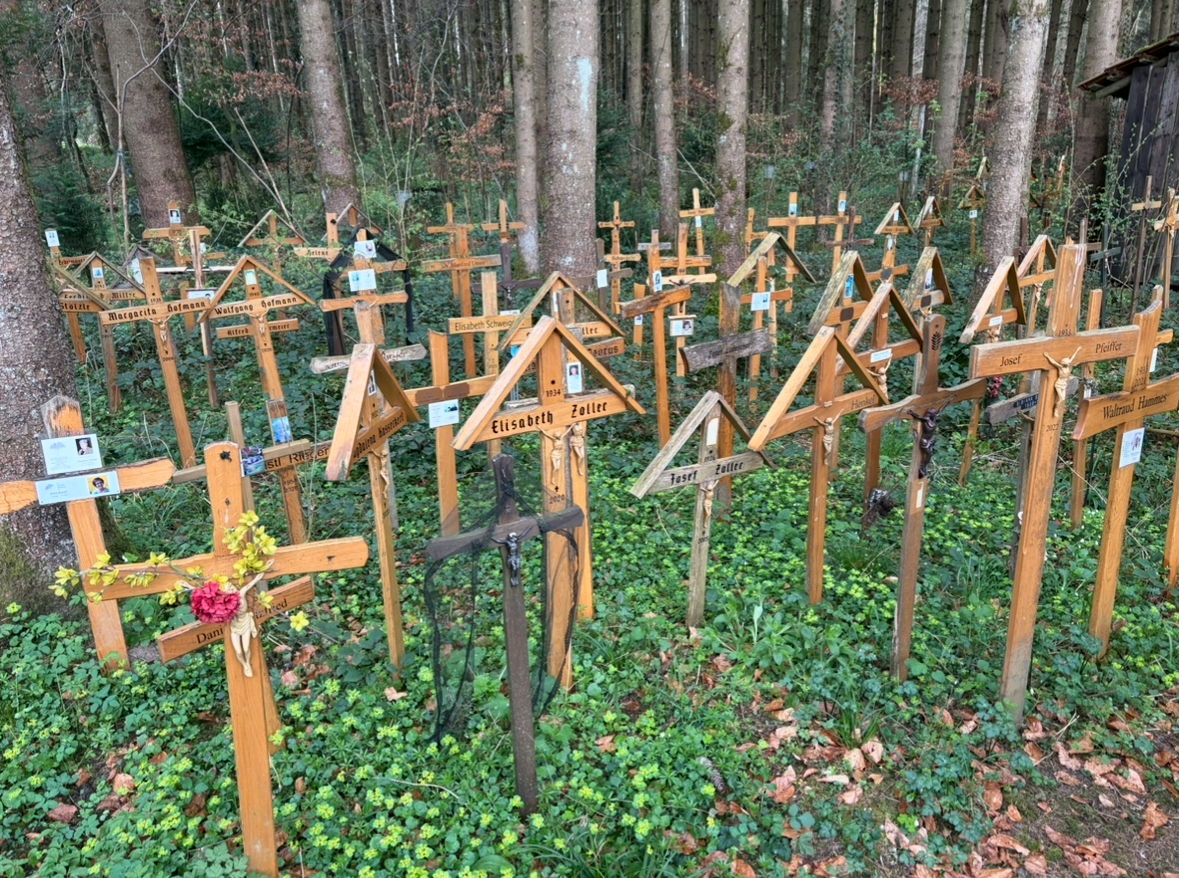
Holzkreuze Verstorbener in der Einsiedelei Mariental, April 2025

## Tod Mauchers und ungewisse Zukunft
Heinrich Maucher starb am 19. November 2020 im Alter von 79 Jahren in seiner Hütte. Sein Lebenswerk vermachte er einer Stiftung. Das Landratsamt Unterallgäu verlangt inzwischen ein Nutzungskonzept, da die Bauten ohne formale Baugenehmigung entstanden.